# Lijst van kookpunten van chemische elementen
Dit artikel geeft een lijst van kookpunten van chemische elementen, gerangschikt naar naam en weergegeven in kelvin.

## A
- Actinium 2743 K
- Aluminium 2740 K
- Americium 2284 K
- Antimoon 1860 K
- Argon 87,30 K
- Arseen 886 K
- Astaat 610 K

## B
- Barium 2123 K
- Berkelium Niet bekend
- Beryllium 2773 K
- Bismut 1837 K
- Boor 3923 K
- Bohrium Niet bekend
- Broom 332 K

## C
- Cadmium 1038 K
- Calcium 1767 K
- Californium Niet bekend
- Cerium 3700 K
- Cesium 978 K
- Chloor 239 K
- Copernicium Niet bekend
- Chroom 2963 K
- Curium Niet bekend

## D
- Darmstadtium Niet bekend
- Dubnium Niet bekend
- Dysprosium 2540 K

## E
- Einsteinium Niet bekend
- Erbium 3140 K
- Europium 1870 K

## F
- Fermium Niet bekend
- Fluor 85 K
- Fosfor 553 K
- Francium Niet bekend

## G
- Gadolinium 3540 K
- Gallium 2478 K
- Germanium 3123 K
- Goud 3081 K

## H
- Hafnium 4723 K
- Hassium Niet bekend
- Helium 4,2 K
- Holmium 2970 K

## I
- Indium 2353 K
- Iridium 4823 K
- IJzer 3023 K

## J
- Jodium 458,4 K

## K
- Kalium 1038,7 K
- Kobalt 3373 K
- Koolstof 4827 K
- Koper 2843 K
- Krypton 119,7 K
- Kwik 630 K

## L
- Lanthanium 3693 K
- Lawrencium Niet bekend
- Lithium 1620 K
- Lood 2024 K
- Lutetium 3670 K

## M
- Magnesium 1378 K
- Mangaan 2333 K
- Meitnerium Niet bekend
- Mendelevium Niet bekend
- Molybdeen 4900 K

## N
- Natrium 1154,6 K
- Neodymium 3350 K
- Neon 27,1 K
- Neptunium 4175 K
- Nikkel 3193 K
- Niobium 5051 K
- Nobelium Niet bekend

## O
- Osmium 5300 K

## P
- Palladium 3213 K
- Platina 4443 K
- Plutonium 3503 K
- Polonium 1235 K
- Praseodymium 3790 K
- Promethium 3000 K
- Protactinium 4300 K

## R
- Radium 1973 K
- Radon 211 K
- Renium 5900 K
- Rodium 4033 K
- Röntgenium Niet bekend
- Rubidium 961 K
- Ruthenium 4323 K
- Rutherfordium Niet bekend

## S
- Samarium 2067 K
- Scandium 3021 K
- Seaborgium Niet bekend
- Seleen 958 K
- Silicium 3553 K
- Stikstof 77,4 K
- Strontium 1654 K

## T
- Tantalium 5807 K
- Technetium 4840 K
- Telluur 1263 K
- Terbium 3500 K
- Thallium 1730 K
- Thorium 5000 K
- Thulium 2223 K
- Tin 2896 K
- Titanium 3560 K

## U
- Uranium 4404 K

## V
- Vanadium 3623 K

## W
- Waterstof 20,28 K
- Wolfraam 5828 K

## X
- Xenon 165 K

## Y
- Ytterbium 1469 K
- Yttrium 3537 K

## Z
- Zilver 2428 K
- Zink 1182 K
- Zirkonium 4473 K
- Zuurstof 90,2 K
- Zwavel 718 K